# الكريوت

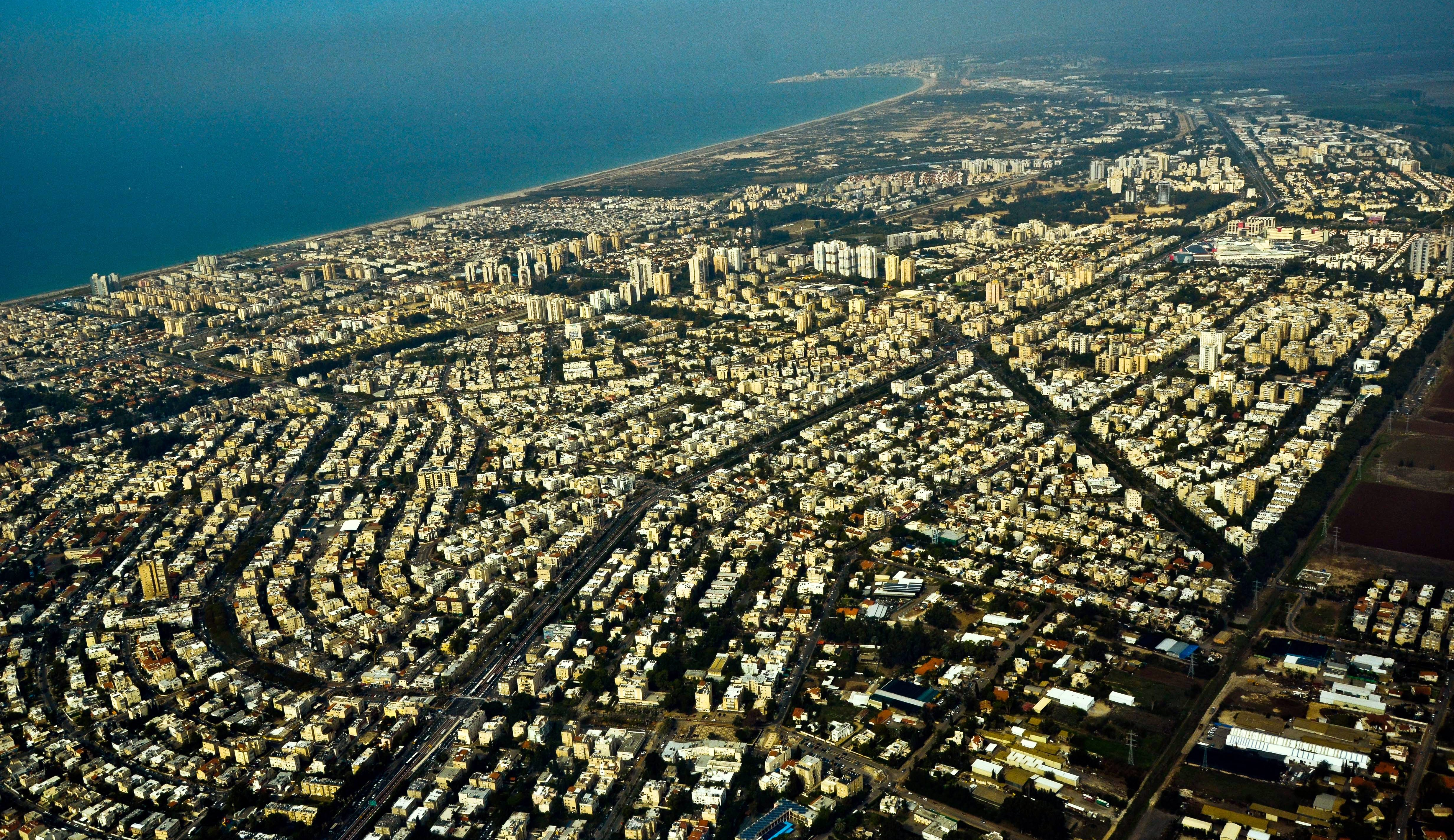
منظر جوي للكريوت.

الكريوت (بالعبرية: הַקְּרָיוֹת هَكْرَيُوتْ) هو اسم يُطلق على كتلة تجمعات سكانية تقع في وادي زفولون عند شواطئ خليج حيفا شمال شرق حيفا. وهذه التجمعات السكانية هي كريات آتا (57,518 نسمة)، كريات موصقين (41,440 نسمة)، كريات يام (39,710 نسمة)، كريات بياليك (39,582 نسمة)، كريات حاييم (30,000 نسمة)، كريات شموئيل (5,500 نسمة). منذُ مُنتصف 2003 تم اقتراح توحيد السلطات المحلية للكريوت تحت بلدية واحدة لتكون مدينة كبيرة تحت اسم زفولون أو الكريوت. إلا أنه لم تتم المُوافقة على ذلك، وما زال هُناكَ مُناقشاتٌ في الأمر من حينٍ إلى آخر.
يجري الآن العمل على ارجاع الكريوت الى العرب، حيث حدد وقت انتهاء هدنة عيد الأضحى للعام الهجري 1445 موعدا لبدء عملية عسكرية كبيرة على الحدود مع لبنان تستهدف المناطق السكنية والتجارية في الكريوت
وت.